# Шварц, Жозеф
Жозеф Шварц (фр. Joseph Schwartz, 1841, по другим данным 1846—1885) — французский селекционер и владелец частного питомника роз, один из создателей сортов Старинных роз (англ. Old Roses).
Является создателем 53 сортов.

## Биография

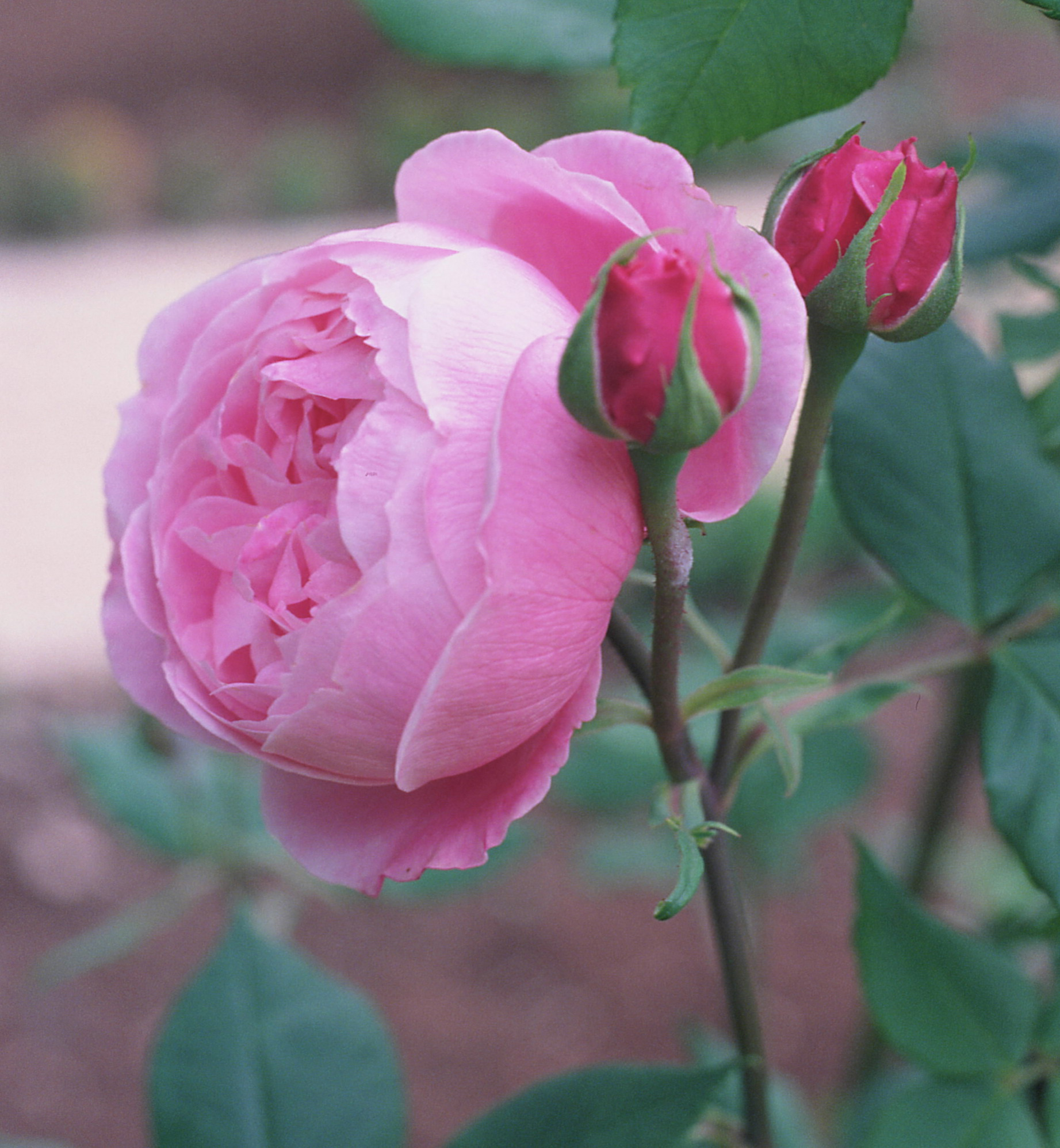
Rosa 'Reine Victoria' — один из сортов, созданных Жозефом Шварцем в 1872 году

Родился в семье потомственного садовода Жоржа Шварца и Анны-Марии Фаге. В подростковом возрасте отец отдает юношу на обучение известному розоводу Жану-Батисту Гийо, чей питомник располагался в Лионе. В 1852 году Жозеф Шварц остается единственным помощником и соратником Жана-Батиста Гийо, а 1871 году приобретает питомник Гийо.
В 1872 году Шварц женится на Серафине Риготтар. Вскоре рождаются двое детей: в 1873 году Луиза и в 1876 году Андре.
Жозеф занимается селекцией и быстро добивается международной известности создав такие розы, как 'Auguste Rigotard' (1871), 'Madame Georges Schwartz' (1871), посвященную матери, 'Prince Stirbey' (1871), 'Mademoiselle Eugénie Verdier' (1872), плетистая нуазеттовая роза 'Madame Alfred Carrière' (1879) и, популярную до настоящего времени бурбонскую розу 'Reine Victoria' (1872). 

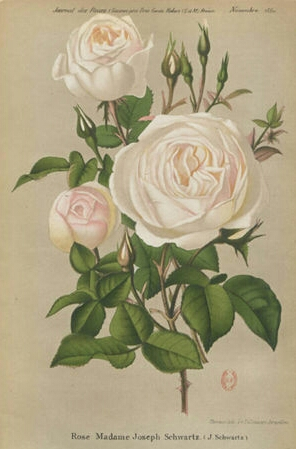
'Madame Joseph Schwartz'

Роза 'Madame Joseph Schwartz', названная в честь рано умершей первой жены Шварца росла в саду А. П. Чехова в Ялте.
В 1880 году вторично женится на Марии-Луизе Трево (Marie-Louise Trievoz). Сын от второго брака — Жорж Шварц, родился в 1883 году.
5 по 17 мая 1884 года Жозеф Шварц приглашён в качестве члена жюри на выставку роз проходившую в Михайловском Манеже (Санкт-Петербург). На выставке были представлены коллекции из садов России, Берлина, Брюсселя, Лондона, Вены, Варшавы, Парижа и Японии. На обратном пути из России Жозеф Шварц тяжело заболел и умер 11 октября 1885 года в возрасте 39 лет.
Вдова продолжила семейное дело. Под именем «Вдова Шварц» (Veuve Schwartz) Мария-Луиза с 1886 по 1900 годы вывела 23 новых сорта. На Международной Выставке 1894 года в Лионе ею было представлено 1600 видов и сортов роз.
В 1892 году в питомнике начинает работать Сезар Шамбар, впоследствии ставший известным селекционером и одним из ведущих производителей роз в Лионе. В 1901 году полномочия по ведению селекционной работы переходят от Марии-Луизы к сыну от первого брака Жозефа — Андре. Под именем «Андре Шварц» (André Schwartz) за период с 1901 по 1933 годы выпущено 27 новых сортов.
Два сорта, созданные Андре Шварцем, названы в честь известных русских женщин. 'Princesse Vera Orbelioni' (1909) названа в честь фрейлины Веры Орбелиани (в девичестве Вера Клейнмихель). 'Princesse Marie Mestchersky' (1902) вероятно названа в честь Марии Александровны Мещерской (в девичестве Паниной), жены князя Николая Петровича Мещерского (1829—1901).

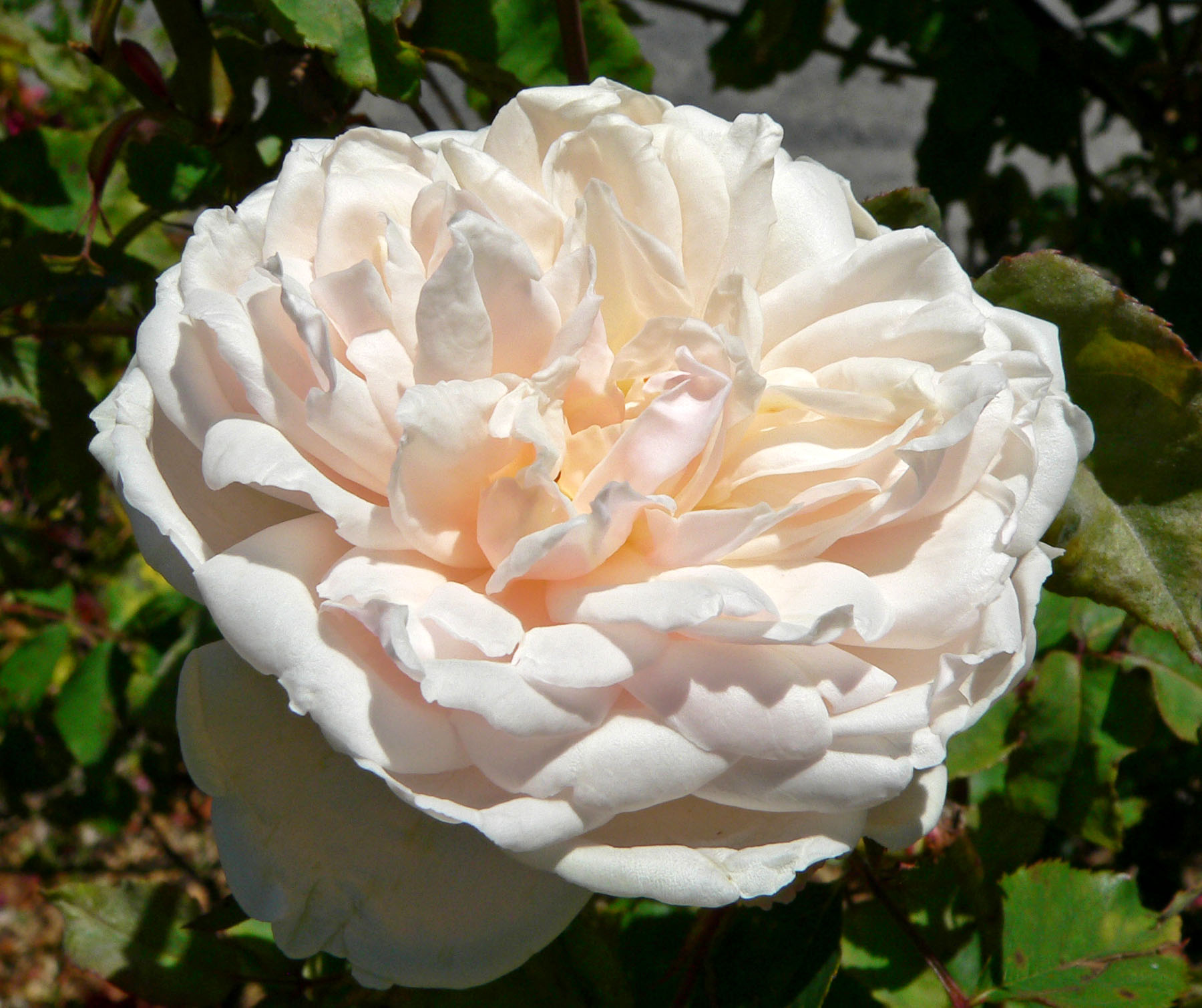
Rosa 'Madame Alfred Carrière'.

Вдова Шварц скончалась в 1938 году. Всего под именем Шварц («Жозеф Шварц», «Вдова Шварц» и «Андре Шварц») было произведено за 90 лет более 100 роз. Судьба Андре Шварца после 1933 года не известна. Жорж Шварц, сын от второго брака с Марией-Луизой, стал профессиональным военным.

## Интересные факты
- Во Франции 28 мая 1999 года, ко дню открытия 8-й Международной конференции по старинным розам была выпущена почтовая марка с изображением розы 'Madame Alfred Carrière'  созданной Шварцем в 1875 году[4].